# Heroldshof
Heroldshof ist ein Ortsteil der Stadt Ranis in Saale-Orla-Kreis in Thüringen.

## Geografie
Der Weiler Heroldshof liegt südlich von Ranis an der Ortsverbindungsstraße nach Wilhelmsdorf (Saale).

## Verkehr
Im Fahrplan 2017/18 ist Heroldshof durch folgende Linie an den ÖPNV angebunden:
- Linie 966: Pößneck – Ranis – Heroldshof – Ziegenrück – (Linkenmühle) – Schleiz

Die Linie wird von der KomBus betrieben.

## Geschichte
Die urkundliche Ersterwähnung von Heroldshof erfolgte am 29. Januar 1571.
Der Weiler war einst ein Gut für die Herren von Ranis. Nach dem Zweiten Weltkrieg wurde das Gut abgerissen und der Grund und Boden sowie das lebende Inventar an kriegsbedingte Umsiedler und landarme Bauern übereignet. Dann gingen aber diese Bauern auch den ostdeutschen Weg bis zur AIV. Nach der Wende orientierten sie sich neu. Heute befindet sich in Heroldshof ein Betriebsteil der Agrargenossenschaft. Einige Wohnhäuser für die Gesellschafter gibt es auch.